# ByeAlex
Alex Márta (nacido el 6 de junio de 1984), conocido por su nombre artístico ByeAlex, es un cantante húngaro de indie pop. En 2013, ganó el concurso A Dal 2013 (‘La Canción’), por lo que representó a Hungría en el Festival de la Canción de Eurovisión 2013 con la canción Kedvesem (Mi querida), quedando en décimo lugar con 84 puntos.
Desde 2016 es jurado en la versión húngara de Factor X.